# ديفيد الرابع

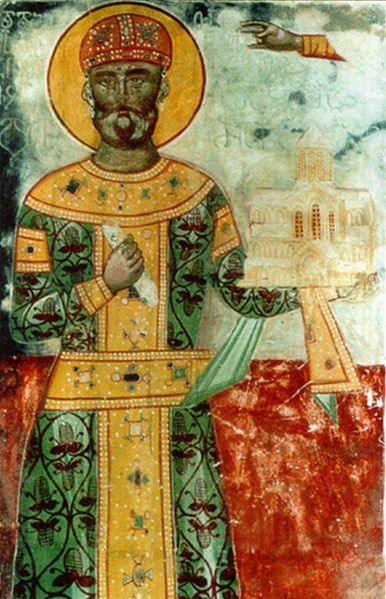
ديفيد الرابع

ديفيد الرابع أو ديفيد الباني (1073 – 1125) كان ملك جورجيا من عام 1089 إلى 1125، وهو من أسرة باجراتيوني. يعتبر ديفيد الرابع أعظم وأشهر حاكم في تاريخ جورجيا.
أبرز إنجازاته طرد الأتراك السلاجقة من البلاد، حقق أكبر انتصاراته عليهم في معركة ديدجوري عام 1121. مكنته إصلاحاته في الجيش والإدارة من توحيد البلاد وإخضاع معظم أراضي القوقاز لسيطرة جورجيا. كان ديفيد الرابع أيضا مسيحيا متدينا وصديقا لرجال الكنيسة، وراعيًا للثقافة المسيحية، مجدته الكنيسة الجورجية الأرثوذكسية.

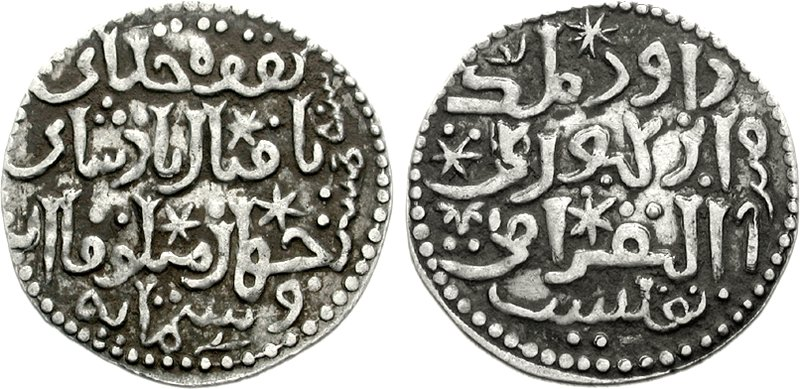
عملة صكت باسم داود بالعربية